# ساندرفيل
ساندرفيل (بالإنجليزية: Sandersville, Georgia)‏ هي مدينة تقع في مقاطعة واشنطن، جورجيا بولاية جورجيا في الولايات المتحدة. تبلغ مساحة هذه المدينة 23.9 (كم²)، وترتفع عن سطح البحر 136 م، بلغ عدد سكانها 6097 نسمة في عام 2010 حسب إحصاء مكتب تعداد الولايات المتحدة.

## أعلام
- آرت كولينز
- جورجيا وايت
- تيري جونز
- غريغ مينور
- بيل كالهون
- دوريس ديوك

## وصلات خارجية
- Cities & Counties - Georgia.gov